# Anthostomella oraniopsis
Anthostomella oraniopsis är en svampart som beskrevs av K.D. Hyde, J. Fröhl. & Joanne E. Taylor 1998. Anthostomella oraniopsis ingår i släktet Anthostomella och familjen kolkärnsvampar.   Inga underarter finns listade i Catalogue of Life.